# Port lotniczy Fukuoka
Port lotniczy Fukuoka (jap. 福岡空港 Fukuoka kūkō) (IATA: FUK, ICAO: RJFF) – międzynarodowy port lotniczy położony na południowy wschód od centrum Fukuoki. Jest największym portem lotniczym na wyspie Kiusiu, w Japonii.

## Opis
Lotnisko znajduje się w dzielnicy Hakata-ku, na południowy wschód od centrum miasta. Związane jest z resztą miasta Fukuoka metrem i drogami. Podróż metrem z lotniska do dzielnicy biznesowej zajmuje mniej niż dziesięć minut.
Port lotniczy Fukuoka jest czwartym co do wielkości lotniskiem w Japonii. W 2006 roku obsłużył 18,1 mln pasażerów, 137 tys. startów i lądowań.
Jest tylko jeden pas startowy o długości 2800 metrów, a lotnisko jest otoczone terenami mieszkalnymi i podejście przypomina stare lotnisko w Hongkongu Kai Tak.

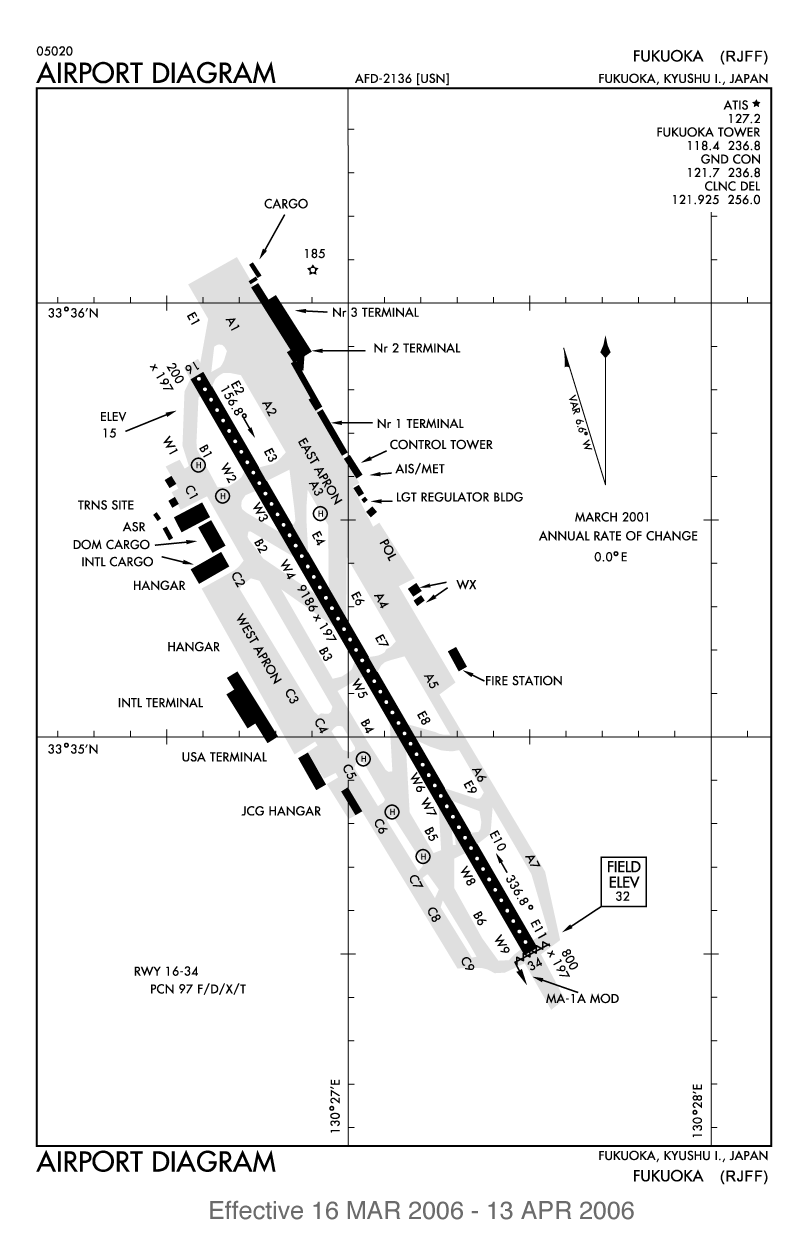
Schemat Lotniska

## Linie lotnicze i połączenia
Lotnisko obsługiwane jest przez 42 linii lotniczych, oferujących bezpośrednie połączenia do 47 portów lotniczych w 9 krajach Azji Wschodniej i Południowo-Wschodniej:
| Linia lotnicza             | Kierunek |
| -------------------------- | --- |
| Air Busan                  | 1. Pusan 2. Seul-Inczon                                                                                         |
| Air China                  | 1. Pekin 2. Dalian 3. Szanghaj-Pudong                                                                           |
| Air Do                     | 1. Sapporo-Chitose                                                                                              |
| Air Seoul                  | 1. Seul-Inczon                                                                                                  |
| All Nippon Airways         | 1. Nagoja 2. Naha 3. Sapporo-Chitose 4. Tokio-Haneda                                                            |
| Amakusa Airlines           | 1. Amakusa |
| ANA Wings                  | 1. Fukue 2. Komatsu 3. Miyazaki 4. Nagoja 5. Naha 6. Osaka-Itami 7. Sapporo-Chitose 8. Tokio-Haneda 9. Tsushima |
| Asiana Airlines            | 1. Seul-Inczon                                                                                                  |
| Cathay Pacific             | 1. Hongkong |
| Cebu Pacific               | 1. Manila |
| China Airlines             | 1. Tajpej-Taiwan Taoyuan                                                                                        |
| China Eastern Airlines     | 1. Szanghaj-Pudong                                                                                              |
| Eastar Jet                 | 1. Seul-Inczon                                                                                                  |
| EVA Air                    | 1. Kaohsiung 2. Tajpej-Taiwan Taoyuan                                                                           |
| Fuji Dream Airlines        | 1. Matsumoto 2. Nagoja-Komaki 3. Niigata 4. Shizuoka                                                            |
| Hawaiian Airlines          | 1. Honolulu |
| HK Express                 | 1. Hongkong |
| Hong Kong Airlines         | 1. Hongkong |
| Ibex Airlines              | 1. Nagoja 2. Niigata 3. Osaka-Itami 4. Sendai                                                                   |
| J-Air                      | 1. Amami 2. Hanamaki 3. Kōchi 4. Matsuyama 5. Miyazaki 6. Osaka-Itami 7. Sendai 8. Tokushima                    |
| Japan Air Commuter         | 1. Izumo 2. Kagoshima 3. Tanegashima 4. Yakushima                                                               |
| Japan Airlines             | 1. Sapporo-Chitose 2. Tokio-Haneda 3. Tokio-Narita                                                              |
| Japan Transocean Air       | 1. Naha |
| Jeju Air                   | 1. Pusan 2. Czedżu 3. Seul-Inczon Sezonowo: 1. Muan                                                             |
| Jetstar Japan              | 1. Nagoja 2. Osaka-Kansai 3. Tokio-Narita                                                                       |
| Jin Air                    | 1. Pusan 2. Seul-Inczon                                                                                         |
| Juneyao Air                | 1. Szanghaj-Pudong                                                                                              |
| Korean Air                 | 1. Pusan 2. Seul-Inczon                                                                                         |
| Loong Air                  | 1. Xi'an |
| Oriental Air Bridge        | 1. Fukue 2. Miyazaki 3. Nagoja 4. Tsushima                                                                      |
| Peach                      | 1. Naha 2. Osaka-Kansai 3. Sapporo-Chitose 4. Tokio-Narita                                                      |
| Philippine Airlines        | 1. Manila |
| Shanghai Airlines          | 1. Szanghaj-Pudong                                                                                              |
| Singapore Airlines         | 1. Singapur |
| Skymark Airlines           | 1. Ibaraki 2. Naha 3. Sapporo-Chitose 4. Shimojishima 5. Tokio-Haneda                                           |
| Solaseed Air               | 1. Naha |
| Spring Airlines            | 1. Dalian 2. Guangzhou 3. Szanghaj-Pudong                                                                       |
| StarFlyer                  | 1. Nagoja 2. Tokio-Haneda                                                                                       |
| Starlux Airlines           | 1. Tajpej-Taiwan Taoyuan                                                                                        |
| Thai AirAsia               | 1. Bangkok-Don Muang                                                                                            |
| Thai Airways International | 1. Bangkok-Suvarnabhumi                                                                                         |
| Thai VietJet Air           | 1. Bangkok-Suvarnabhumi                                                                                         |
| Tigerair Taiwan            | 1. Kaohsiung 2. Tajpej-Taiwan Taoyuan                                                                           |
| T'way Air                  | 1. Cheongju 2. Daegu 3. Seul-Inczon                                                                             |
| VietJet Air                | 1. Hanoi |
| Vietnam Airlines           | 1. Hanoi 2. Ho Chi Minh                                                                                         |